# Ленц, Корнель

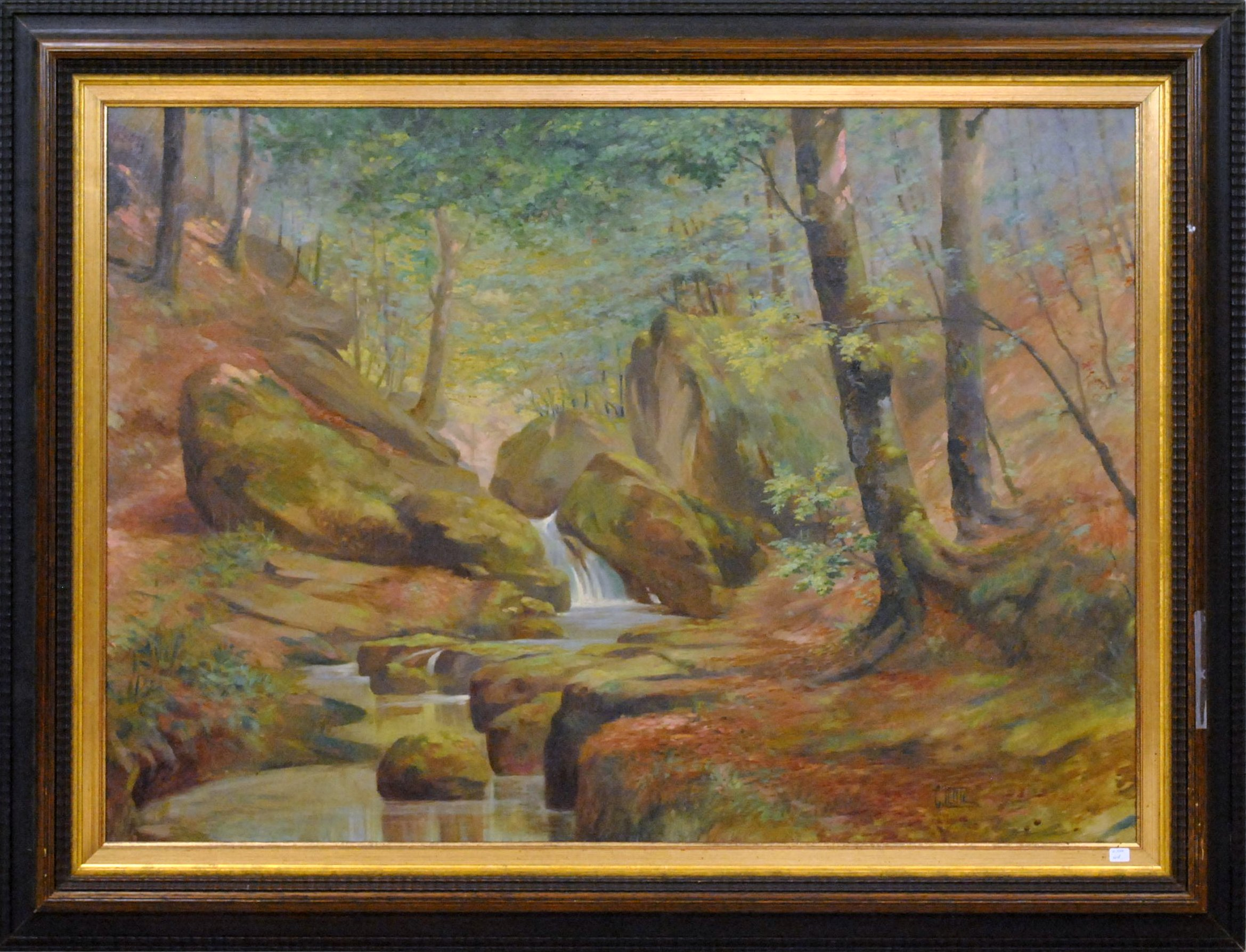
Корнель Ленц «Лесной ручей»

Корнель Ленц (люкс. Corneille Lentz, 20 июля 1879, Роллинген, Мерш, Люксембург — 10 марта 1937,Лампертсберг,  Люксембург) — люксембургский живописец, представитель символизма и реализма.

## Жизнь и творчество
Изучал живопись в Королевской академии изящных искусств в Брюсселе. Писал преимущественно натюрморты с цветами и пейзажи, занимался также портретной живописью и росписью церквей. Занимался художественным оформлением люксембургского павильона на проходившей в 1938 году в Париже Колониальной выставке. В люксембургском регистре фирм и коммерческих организаций за 1914 год мастерская К. Ленца значилась как «Контора по искусству и украшению города» (Comptoir des Arts, Corneille Lentz-Schœnberg).
Участвовал в Летних Олимпийских играх в Лос-Анджелесе, представляя там Великое Герцогство Люксембург по линии искусства.
Собрание живописи Корнеля Ленца хранится в художественном музее Люксембурга.